# Girl, You'll Be a Woman Soon
Girl, You'll Be a Woman Soon è un brano del cantautore statunitense Neil Diamond, del 1967, inserito nell'album Just for You. 
Una cover degli Urge Overkill venne realizzata nel 1992 ed inserita nell'EP Stull, e raggiunse la notorietà mondiale quando, due anni dopo, venne inserita nella colonna sonora del film di Quentin Tarantino Pulp Fiction, tanto che venne ripubblicato come singolo, ottenendo successi di critica e pubblico.
Il brano è stato poi utilizzato anche in altri media, tra cui un episodio della serie televisiva Supernatural (11x06).
Altre versioni sono state registrate da Cliff Richard (1968), Jackie Edwards (1968), Biddu Orchestra (1978), e 16 Volt (1998).